# ألان روجر كوري
ألان روجر كوري (بالإنجليزية: Alan Roger Currie)‏ هو مؤلف ويوتيوبي أمريكي، ولد في 3 مارس 1963 في غاري في الولايات المتحدة.

## وصلات خارجية
- الموقع الرسمي
- ألان روجر كوري على موقع IMDb (الإنجليزية)